# Black Cats
Los Black Cats (en castellano, «Gatos negros»), oficialmente conocidos como Royal Navy Black Cats (Gatos negros de la Marina Real), son el grupo de helicópteros de vuelo acrobático de la Royal Navy británica, con base en RNAS Yeovilton, Somerset, Inglaterra. El equipo fue creado en 2003, aunque no fue hasta 2004 cuando recibieron su nombre actual. Operan en sus exhibiciones aéreas dos helicópteros Westland Lynx.

## Helicópteros utilizados
| Helicóptero   | Número | Periodo           |
| ------------- | ------ | ----------------- |
| Westland Lynx | 2      | 2003 — actualidad |

## Galería de imágenes

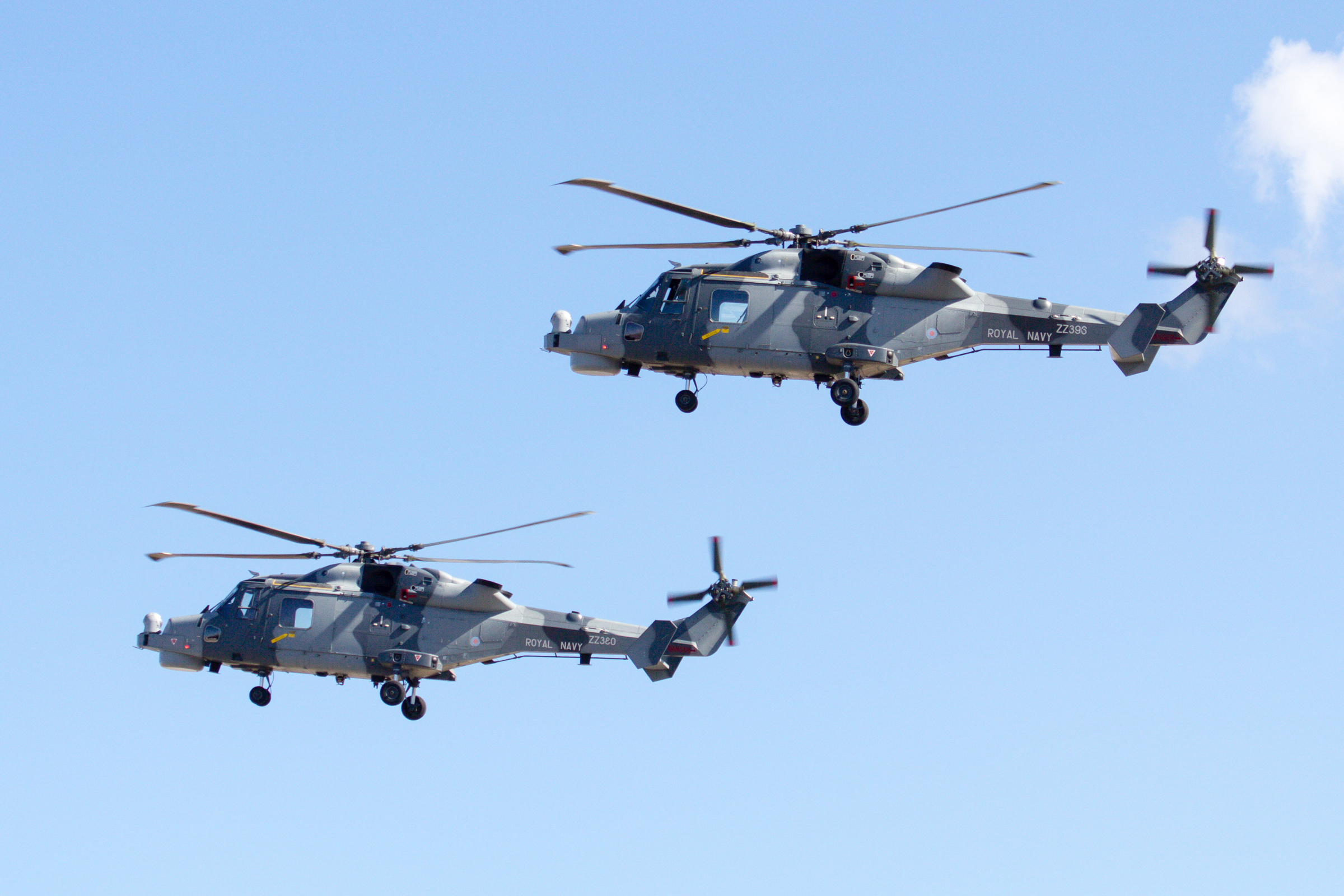
En el Malta International Airshow de 2015
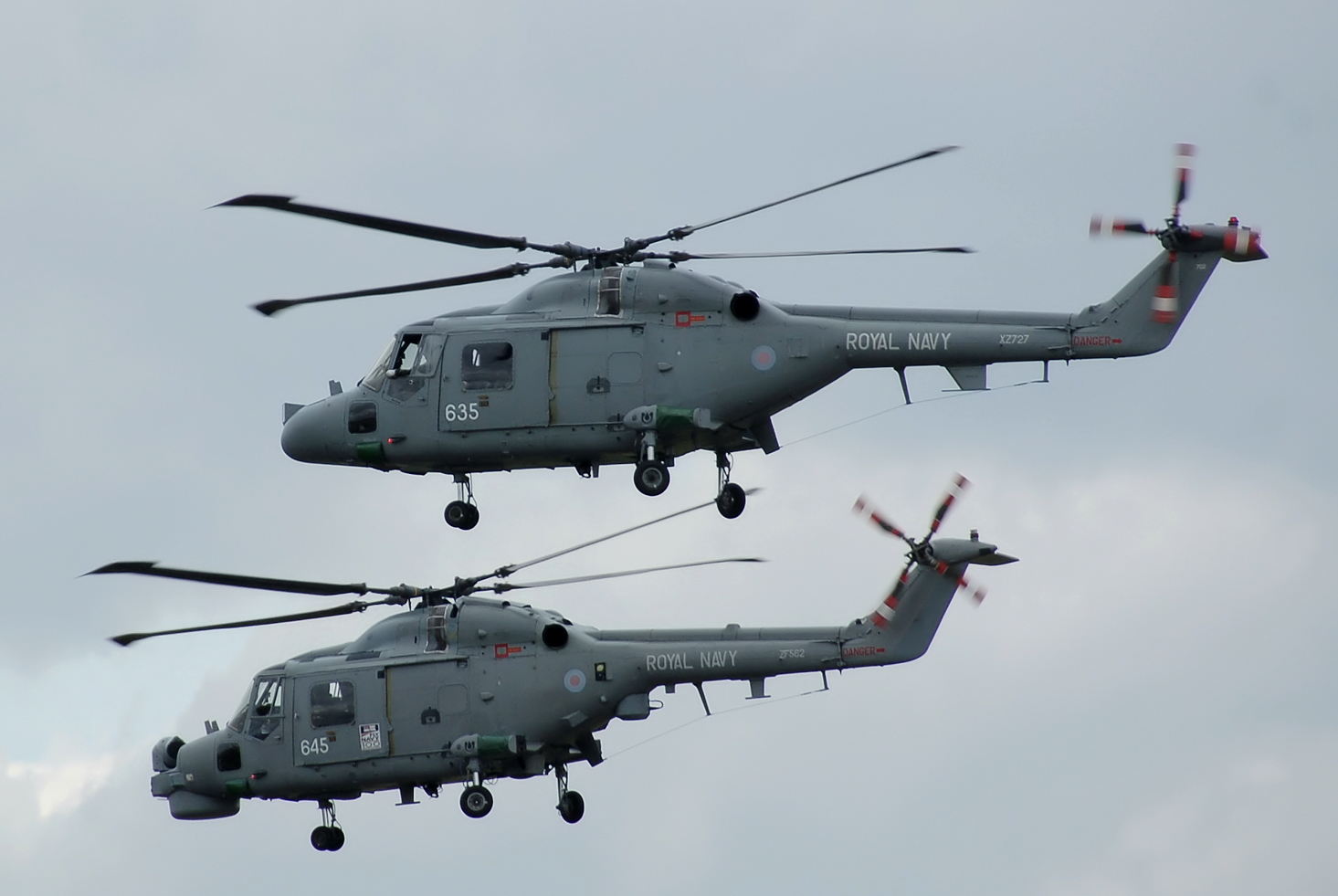
Los Black Cats en el Royal International Air Tattoo de 2009.
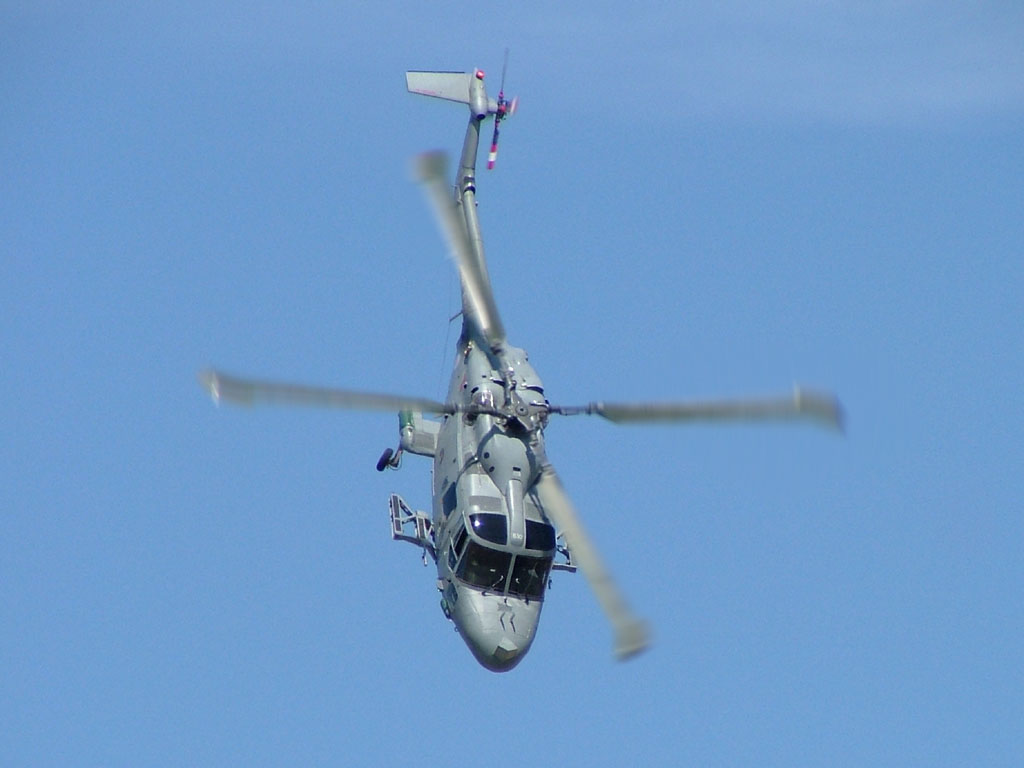
Uno de los Westland Lynx de los Black Cats en el Royal International Air Tattoo de 2005.